# Чистый Колодязь
Чистый Колодязь (укр. Чистий Колодязь, до 2016 года — Червоный Колодязь) — село в Нежинском районе Черниговской области Украины. Население 251 человек. Занимает площадь 1,096 км².
Код КОАТУУ: 7423387404. Почтовый индекс: 16665. Телефонный код: +380 4631.

## Власть
Орган местного самоуправления — Переможский сельский совет. Почтовый адрес: 16665, Черниговская обл., Нежинский р-н, с. Перемога, ул. Шевченко, 1.